# جائزة اليابان الكبرى للدراجات النارية 1996
جائزة اليابان الكبرى للدراجات النارية 1996 هو سباق دراجات نارية أقيم بتاريخ 21 أبريل 1996 في حلبة سوزوكا. كان الجولة الثالثة من أصل 15 في سباق الجائزة الكبرى للدراجات النارية موسم 1996. فاز الياباني نوريفومي أبي بفئة 500 سي سي.

## وصلات خارجية
- الموقع الرسمي